# 오스트리아 축구 국가대표 B팀
오스트리아 축구 국가대표 B팀은 오스트리아를 대표하는 남자 축구 국가대표팀이었다. 팀은 정식 A팀에 포함될 가능성이 있는 선수를 시험하고 성장 시키는 용도로 사용되었다. 오스트리아 축구 국가대표 B팀이 치른 경기는 국제 경기로 인정되지 않았다.
B팀은 1927년 4월 10일 헝가리와의 첫 경기에서 1-1 무승부를 기록했다. 1980년 4월 1일 서독과의 마지막 경기를 치렀고 0-3으로 패했다. 이후 팀은 오스트리아 U-21 국가대표팀으로 교체되었다.